# Jerome Richardson
Jerome Richardson (* 15. November 1920 in Oakland, Kalifornien; † 23. Juni 2000 in Englewood, New Jersey) war ein US-amerikanischer Jazzsaxophonist und -flötist, der die verschiedenen Instrumente beider Familien virtuos beherrschte.

## Leben und Wirken
Richardson, der bei Adoptiveltern aufwuchs, begann im Alter von acht Jahren Saxophon zu spielen. Er studierte Musik am San Francisco State College und trat daneben mit Musikern wie Ben Watkins und Wilbert Baranco auf. Ein Engagement als Altsaxophonist bei Jimmy Lunceford zerschlug sich, weil er zum Kriegsdienst eingezogen wurde. Während seines Militärdienstes 1942 bis 1945 spielte er in einer Tanzkapelle der Kriegsmarine unter Marshall Royal.
Seine ersten Soloaufnahmen auf der Flöte entstanden unter Lionel Hampton, zu dessen Band er von 1949 bis 1951 gehörte. Danach leitete er eine eigene Combo, der u. a. George Morrow angehörte, und war bis 1954 Mitglied der Band von Earl Hines. Er trat dann mit Lucky Millinder, Cootie Williams, Oscar Pettiford, Chico Hamilton, Gerry Mulligan und Gerald Wilson auf und ging 1959/60 als Mitglied der Quincy Jones Big Band auf eine Europatournee. Er war in den nächsten Jahren vor allem als Studiomusiker tätig und entwickelte sich in den 1960er Jahren zu einem Meister des Sopransaxophons, spielte aber auch weiterhin auf dem Baritonsaxophon (z. B. 1962 beim Townhall Concert von Charles Mingus und 1989 dann auch bei Epitaph). 1963/64 wirkte er an dem Album The Individualism of Gil Evans mit.
Von 1969 bis 1970 gehörte er dem Thad Jones/Mel Lewis Orchestra an. Danach ging er nach Hollywood, wo er überwiegend als Studiomusiker arbeitete. 1984 wurde er von Quincy Jones neben anderen Jazz-Größen geholt, um mit Frank Sinatra das Album L.A. is My Lady einzuspielen.

## Diskographische Hinweise
- Midnight Oil (OJC, 1958) mit Hank Jones, Joe Benjamin, Kenny Burrell, Charli Persip
- Quincy Jones: This Is How I Feel About Jazz (1956)
- Jerome Richardson Sextet (1958)
- Roamin’ with Richardson (OJC, 1959) mit Richard Wyands, George Tucker, Charli Persip
- Going to the Movies mit Richard Wyands, Les Spann, Grady Tate, Henry Grimes, 1962
- Charles Mingus: The Black Saint and the Sinner Lady, Mingus Mingus Mingus Mingus Mingus, (Impulse! Records, 1963)
- Groove Merchant mit Alan Raph, Warren Smith, Chuck Rainey, Buddy Lucas, Grady Tate, Snooky Young, Joe Newman, Carl Lynch, Eric Gale, 1967
- Frank Sinatra: L.A. is My Lady mit Quincy Jones, u. a.
- Jazz Station Runaway mit Russell Malone, Lewis Nash, Frank Colon, Dennis Mackrel, George Mraz, Howard Aiden, 1996